# Vanwall
Vanwall je bivša momčad Formule 1.
Momčad je osnovao Tony Vandervell, a naziv Vanwall izveden je kombinacijom imena vlasnika tima s njegovim Thinwall ležajima proizvedenih u tvornici Vandervell Products u Actonu u Londonu. Vanwall je u Formuli 1 debitirao na VN Velike Britanije 1954. na Silverstoneu, a prvu pobjedu ostvarili su na VN Velike Britanije 1957. na stazi Aintree. Tony Brooks je startao s 3. mjesta i odvezao 26 krugova, a nakon toga svoj bolid je ustupio Stirlingu Mossu koji je odvezao ostala 64 kruga, te prošao ciljem prvi.

## Rezultati u Formuli 1
| Sezona | Puni naziv momčadi                  | Šasija          | Motor      | Gume | Vozači                                                                                           | Utrke | Pobjede | Podiji | Bodovi                                       | Plasman |
| ------ | ----------------------------------- | --------------- | ---------- | ---- | ------------------------------------------------------------------------------------------------ | ----- | ------- | ------ | -------------------------------------------- | ------- |
| 1954.  | G.A. Vandervell Vandervell Products | Vanwall Special | Vanwall L4 | P    | Peter Collins                                                                                    | 3 (2) | 0       | 0      | Bodovi za konstruktore se nisu dodjeljivali. | —       |
| 1955.  | Vandervell Products                 | Vanwall VW 55   | Vanwall L4 | P    | Mike Hawthorn Ken Wharton Harry Schell                                                           | 4     | 0       | 0      | Bodovi za konstruktore se nisu dodjeljivali. | —       |
| 1956.  | Vandervell Products                 | Vanwall VW 2    | Vanwall L4 | P    | Mike Hawthorn Maurice Trintignant Harry Schell Colin Chapman José Froilán González Piero Taruffi | 5     | 0       | 0      | Bodovi za konstruktore se nisu dodjeljivali. | —       |
| 1957.  | Vandervell Products                 | Vanwall VW 5    | Vanwall L4 | P    | Stirling Moss Tony Brooks Stuart Lewis-Evans Roy Salvadori                                       | 6     | 3       | 4      | Bodovi za konstruktore se nisu dodjeljivali. | —       |
| 1958.  | Vandervell Products                 | Vanwall VW 5    | Vanwall L4 | D    | Stirling Moss Tony Brooks Stuart Lewis-Evans                                                     | 9     | 6       | 9      | 48 (57)                                      | 1.      |
| 1959.  | Vandervell Products                 | Vanwall VW 59   | Vanwall L4 | D    | Tony Brooks                                                                                      | 1     | 0       | 0      | 0                                            | —       |
| 1960.  | Vandervell Products                 | Vanwall VW 11   | Vanwall L4 | D    | Tony Brooks                                                                                      | 1     | 0       | 0      | 0                                            | —       |

## Pobjede u Formuli 1
| Sezona | Vozač                     | Datum         | Velika Nagrada      | Staza             | Šasija       | Motor              | Grid |
| ------ | ------------------------- | ------------- | ------------------- | ----------------- | ------------ | ------------------ | ---- |
| 1957.  | Tony Brooks Stirling Moss | 20. srpnja    | VN Velike Britanije | Aintree           | Vanwall VW 5 | Vanwall 254 2.5 L4 | 3.   |
| 1957.  | Stirling Moss             | 18. kolovoza  | VN Pescare          | Pescara           | Vanwall VW 5 | Vanwall 254 2.5 L4 | 2.   |
| 1957.  | Stirling Moss             | 8. rujna      | VN Italije          | Monza             | Vanwall VW 5 | Vanwall 254 2.5 L4 | 2.   |
| 1958.  | Stirling Moss             | 26. svibnja   | VN Nizozemske       | Zandvoort         | Vanwall VW 5 | Vanwall 254 2.5 L4 | 2.   |
| 1958.  | Tony Brooks               | 15. lipnja    | VN Belgije          | Spa-Francorchamps | Vanwall VW 5 | Vanwall 254 2.5 L4 | 5.   |
| 1958.  | Tony Brooks               | 3. kolovoza   | VN Njemačke         | Nürburgring       | Vanwall VW 5 | Vanwall 254 2.5 L4 | 2.   |
| 1958.  | Stirling Moss             | 24. kolovoza  | VN Portugala        | Boavista          | Vanwall VW 5 | Vanwall 254 2.5 L4 | 1.   |
| 1958.  | Tony Brooks               | 7. rujna      | VN Italije          | Monza             | Vanwall VW 5 | Vanwall 254 2.5 L4 | 2.   |
| 1958.  | Stirling Moss             | 19. listopada | VN Maroka           | Ain-Diab          | Vanwall VW 5 | Vanwall 254 2.5 L4 | 2.   |

## Vanjske poveznice
Vanwall na f1-fansite.com